# Erwin Deutsch (Mediziner)
Erwin Deutsch (* 12. April 1917 in Klagenfurt; † 15. Juli 1992 in Wien) war ein österreichischer Hämatologe und Internist. Die Erforschung der Blutgerinnung und die Biochemie der Gerinnungsfaktoren war ein Schwerpunkt seiner Arbeit. Er war Opfer des Nationalsozialismus.

## Leben
Deutsch wurde am 12. April 1917 in Klagenfurt geboren. Sein Vater war Julius Deutsch, ein Zentralinspektor bei den Österreichischen Bundesbahnen, und seine Mutter hieß Maria Deutsch. Er studierte ab 1935 Medizin an der Universität Wien. Nach dem „Anschluss Österreichs“ im März 1938 konnte er als Jude sein Studium nur eingeschränkt und bei jederzeitigem Widerruf vorläufig fortsetzen. Zwar konnte er 1940 promovieren, gleichzeitig erhielt er aber Berufsverbot und sein Doktordiplom wurde mit einer Sperrklausel versehen, sodass er zur Ausübung der ärztlichen Praxis im Deutschen Reich nicht berechtigt war. Er musste aus Österreich fliehen und war in verschiedenen Kliniken in Deutschland tätig, so am St. Josefs- und St. Vinzenzkrankenhaus in Neunkirchen-Saar, im Knappschaftskrankenhaus Frankenholz und 1945 in Neustadt a. d. Weinstraße. Er überlebte den Krieg und kehrte 1946 nach Wien zurück, wo er als Arzt arbeitete.
Er starb am 15. Juli 1992 in Wien und ist auf dem Wiener Zentralfriedhof begraben. Er war verheiratet und hatte eine Tochter.

## Wirken
1946 trat er als Röntgenfacharzt und Internist in die 1. Medizinische Klinik der Universität Wien ein und erwarb unter Ernst Lauda den Facharzt für Innere Medizin, für Laboratoriumsmedizin und Radiologie. Er habilitierte 1952 mit seiner Erstbeschreibung einer Hemmkörper-Hämophilie. Er gehörte zu den Gründern der Arbeitsgemeinschaft für Blutgerinnungsforschung und initiierte 1957 die Zeitschrift Thrombosis and Haemostasis. Ab 1964 bis zu seiner Emeritierung 1987 leitete er die 1. Medizinischen Klinik. Er führte dort u. a. eine Intensivstation, eine Hämodialysestation, eine Vergiftungsinformation, ein endokrinologisches Labor, ein Hämophiliezentrum sowie eine Lehrkanzel für Chemotherapie ein. Er veröffentlichte über 400 Publikationen. In den Jahrzehnten seines Wirkens entstand eine völlig neue Konzeption der Blutgerinnung, der Thrombozytenfunktion und der Fibrinolyse und verwandelte die Hämostaseologie von einer einfachen Laborwissenschaft zu einer anerkannten klinischen Disziplin. Er war Präsident zahlreicher nationaler wie internationaler Fachgesellschaften und Kongresse, darunter 1974 die DGHO-Jahrestagung in Wien. 1966 gründete er die Österreichische Hämophilie Gesellschaft (ÖHG).

## Veröffentlichungen (Auswahl)
- Lehrbuch der internistischen Intensivtherapie. 2., überarb. und erw. Auflage. Schattauer, Stuttgart, New York 1993, ISBN 978-3-7945-1511-0.
- Laboratoriumsdiagnostik: Normalbereich der Ergebnisse und Interpretation abnormer Befunde. 3., überarb. und erw. Auflage. Karger, Basel, München, Paris, London, New York, New Delhi, Singapore, Tokyo, Sydney 1992, ISBN 978-3-8055-5487-9.
- Multiorganversagen. Springer, Wien, New York 1992, ISBN 978-3-211-82334-7, S. 184.
- Infektionen auf Intensivstationen. Springer, Wien, New York 1991, ISBN 978-3-211-82253-1.

## Ehrungen (Auswahl)
- 1968: Preis der Stadt Wien für Naturwissenschaften[2]
- 1973: Mitglied der Akademie Leopoldina[1]
- 1974: Goldene Medaille der Stadt Klagenfurt[2]
- 1977: Ehrendoktorwürde der Universität Gießen[1]
- 1981: Großes Silbernes Ehrenzeichen für Verdienste um die Republik Österreich[2]
- 1982: Ludwig-Heilmeyer-Medaille in Gold[1]
- 1987: Ehrenmitglied der Deutschen Gesellschaft für Hämatologie und Medizinische Onkologie[3]